# Stagodontidae
Stagodontidae — вимерла родина м'ясоїдних метатерійних ссавців, які населяли Північну Америку та Європу протягом пізньої крейди і, можливо, до еоцену в Південній Америці.